# Transformada de Laplace bilateral
En matemàtiques, la transformada de Laplace de dues cares o transformada de Laplace bilateral és una transformada integral equivalent a la funció generadora de moment de probabilitat. Les transformades de Laplace a dues cares estan estretament relacionades amb la transformada de Fourier, la transformada de Mellin, la transformada Z i la transformada de Laplace ordinària o unilateral. Si f(t) és una funció de valors reals o complexos de la variable real t definida per a tots els nombres reals, aleshores la transformada de Laplace de dues cares es defineix per la integral
{\displaystyle {\mathcal {B}}\{f\}(s)=F(s)=\int _{-\infty }^{\infty }e^{-st}f(t)\,dt.}
La integral s'entén més comunament com una integral impropia, que convergeix si i només si ambdues integrals
{\displaystyle \int _{0}^{\infty }e^{-st}f(t)\,dt,\quad \int _{-\infty }^{0}e^{-st}f(t)\,dt}
existeixen. Sembla que no hi ha cap notació generalment acceptada per a la transformada de dues cares; el {\displaystyle {\mathcal {B}}} utilitzat aquí recorda "bilateral". La transformació de dues cares utilitzada per alguns autors és
{\displaystyle {\mathcal {T}}\{f\}(s)=s{\mathcal {B}}\{f\}(s)=sF(s)=s\int _{-\infty }^{\infty }e^{-st}f(t)\,dt.}
En matemàtiques pures l'argument t pot ser qualsevol variable, i les transformades de Laplace s'utilitzen per estudiar com els operadors diferencials transformen la funció.
En aplicacions de ciència i enginyeria, l'argument t sovint representa el temps (en segons) i la funció f(t) sovint representa un senyal o forma d'ona que varia amb el temps. En aquests casos, els senyals es transformen mitjançant filtres, que funcionen com un operador matemàtic, però amb una restricció. Han de ser causals, el que significa que la sortida en un temps determinat t no pot dependre d'una sortida que sigui un valor superior de t. En ecologia poblacional, l'argument t sovint representa un desplaçament espacial en un nucli de dispersió.
Quan es treballa amb funcions de temps, f(t) s'anomena representació del domini del temps del senyal, mentre que F(s) s'anomena representació del domini s' (o domini de Laplace). Aleshores, la transformació inversa representa una síntesi del senyal com la suma de les seves components freqüències preses sobre totes les freqüències, mentre que la transformació directa representa lanàlisi del senyal en els seus components de freqüència.

## Relació amb la transformada de Fourier
La transformada de Fourier es pot definir en termes de la transformada de Laplace a dues cares:
{\displaystyle {\mathcal {F}}\{f(t)\}=F(s=i\omega )=F(\omega ).}
Tingueu en compte que les definicions de la transformada de Fourier difereixen, i en particular
{\displaystyle {\mathcal {F}}\{f(t)\}=F(s=i\omega )={\frac {1}{\sqrt {2\pi }}}{\mathcal {B}}\{f(t)\}(s)}
s'utilitza sovint al seu lloc. Pel que fa a la transformada de Fourier, també podem obtenir la transformada de Laplace de dues cares, com
{\displaystyle {\mathcal {B}}\{f(t)\}(s)={\mathcal {F}}\{f(t)\}(-is).}